# Teucholabis (Euparatropesa) esakii
Teucholabis (Euparatropesa) esakii is een tweevleugelige uit de familie steltmuggen (Limoniidae). De soort komt voor in het Palearctisch gebied.